# Гасан-паша (син Барбаросси)
Гасан-паша (тур. Hasan Pasha, бл. 1517, Алжир — 1572, Стамбул) — бейлербей османського еялету Алжир (1545—1567, з перервами), адмірал флоту Османської імперії, син Хайр ад-Діна Барбаросса.

## Бейлербей Алжиру
Був призначений правителем Алжиру в 1545 році. Це зробив по дорозі в Стамбул його батько Хайр ад-Дін Барбаросса.
Головним завданням правителя Алжиру було поширення підвладних Османській імперії територій далі на захід вздовж північного узбережжя Африки. Вже у червні 1545 року Гасан-паша захопив багате місто Тлемсен на північному заході Алжиру, що належало Заянідам. В ньому було розміщено османський гарнізон. Правителем став проосманський султан Мухамед (англ. Sultan Muhammad).
Однак його правління було насичене постійним протистоянням із внутрішніми суперниками. Першим став успішний адмірал Османського флоту Тургут-реіс, що в 1548 році був возведений на пост бейлербея Алжиру султаном Сулейманом I. Гасан-паша в результаті боротьби повернув собі цей пост. Однак, в 1552 році був зміщений через недостатньо ефективне розширення влади османів на Марокко.
Цю помилку і свій шанс використав наступний бейлербей Алжиру Саліх-реїс. Він швидко переміг у війні султана Марокко Мухаммада аш-Шейха та захопив місто Фес, однак остаточно підкорити собі усе Марокко йому не вдалось.
Тому на головну посаду в Алжирі у 1557 році знову повертають Гасан-пашу. Вже в жовтні 1557 року правителя Марокко Мухаммада аш-Шейха убивають проосманські агенти, але наступного року Гасан-паші не вдається зламати марокканський спротив. В битві біля ущелини ал-Лабан (араб. معركة وادي اللبن), що на північ від Феса, армія сина Мухаммада аш-Шейха Абдаллах аль-Галіба перемогла алжирців.
Марокко допомагала Іспанія, що мала свої інтереси в північній Африці. Іспанці організували в 1558 році потужний напад на Мостагенем, що мало стати першим кроком до повалення османської влади в Алжирі. Але Гасан-паша встиг вчасно повернутись і нанести іспанцям важку поразку під Мостагенемом та Мазаграном, таким чином остаточно захистивши османський еялет Алжир від іспанської загрози.

## Адмірал Османської імперії
В 1567 Гасан-паша переїздить до Стамбулу. У 1571 році, як один із османських командирів флоту бере участь в битві при Лепанто.